# NGC 4633
NGC 4633 é uma galáxia espiral barrada (SBd) localizada na direcção da constelação de Coma Berenices. Possui uma declinação de +14° 21' 25" e uma ascensão recta de 12 horas, 42 minutos e 37,1 segundos.
A galáxia NGC 4633 foi descoberta em 27 de Abril de 1887 por Edward D. Swift.